# Українсько-ангольські відносини

## Історія дипломатичних відносин
Республіка Ангола визнала незалежність України 30 вересня 1994 року. Дипломатичні відносини між Україною і Анголою встановлені 30 вересня 1994 року. У 2004 році розпочало діяльність Посольство України в Анголі.

### Завдання посольства
Основне завдання Посольства України в Луанді представляти інтереси України, сприяти розвиткові політичних, економічних, культурних, наукових та інших зв'язків, а також захищати права та інтереси громадян і юридичних осіб України, які перебувають на території Анголи та Мозамбіку.
Посольство сприяє розвиткові міждержавних відносин між Україною і Анголою на всіх рівнях, з метою забезпечення гармонійного розвитку взаємних відносин, а також співробітництва з питань, що становлять взаємний інтерес. Посольством України в Анголі тимчасово припинено виконання консульських функцій. Консульське обслуговування здійснює Посольство України в Південно-Африканській Республіці.

### Посли України в Анголі
1. Лакомов Володимир Іванович (2004[2]–2007[3]), посол
2. Кохно Володимир Миколайович т.п.
3. Боголюбов Володимир Іванович т.п.
4. Никоненко Олександр Миколайович (2013[4]-2014[5]), посол
5. Костецький Павло Васильович т.п.

## Досвід співпраці з Анголою
Особливо важливим був день 13 травня 2004 року, коли було започатковано діяльність першого на ангольській землі Посольства України. Ця африканська держава в той час лише вийшла з майже тридцятирічного військового конфлікту, по суті найдовшої на континенті громадянської війни, яка закінчилась підписанням мирної угоди між колишніми супротивниками й відкрила шлях до примирення та відбудови зруйнованої країни.
Незважаючи на труднощі в побуті, в повсякденному житті, відразу був відчутний безмежний ентузіазм ангольців, їхнє бажання відновити та модернізувати економіку, забезпечити мир та гармонію у своєму багатоетнічному середовищі, вийти на шлях динамічного розвитку.
З перших кроків в Луанді Посольству допомагали українці, що активно працювали у цій африканській країні багато років поспіль, деякі вже друге десятиріччя.
У роботі української дипломатичної установи з самого початку пріоритетним було торговельно-економічне співробітництво. Посольство всіляко сприяло становленню контактів між підприємцями України та Анголи, обміну делегаціями, організації ділових зустрічей і форумів.
Важливими напрямами двосторонньої співпраці стали: агропромисловий комплекс; залучення українських спеціалістів до геологічних досліджень; співпраця в гірничодобувній промисловості, включаючи підготовку кадрів для цієї галузі; освіта; військово-технічне співробітництво; медицина та охорона здоров’я.
Головне, що вдалося зробити Посольству України в Анголі за перші роки його діяльності, – досягти зближення підприємців обох країн, зацікавити їх у налагодженні контактів, створити реальні умови для реалізації спільних проєктів .

## Потенціал українсько-ангольських відносин
Варто зауважити, що Ангола для українських підприємств та компаній не є «абсолютно новим ринком». Правильніше говорити про їх повернення, тому що ще за часів СРСР українські підприємства постачали в цю країну велику кількість промислової продукції, споживчих та харчових товарів.
До цього слід додати позитивне ставлення й повагу до України та українців з боку пересічних ангольців і представників урядових кіл. За період незалежного розвитку країни тисячі ангольських студентів отримали фахову освіту в українських навчальних закладах, а деякі з них займають сьогодні керівні посади в центральних органах виконавчої влади Анголи. Окрім того, саме українські підприємства та вітчизняні фахівці стояли у витоків створення ангольського енергетичного сектора, риболовної та авіатранспортної галузей, національної системи охорони здоров’я і медичного обслуговування тощо. Свого часу сотні українських фахівців викладали в навчальних закладах Анголи, розбудовували ангольську медицину, працювали пліч-о-пліч з місцевими аграріями та рибалками.
Необхідно відзначити, що сьогодні внутрішня стабільність, передбачуваність і збалансованість зовнішньої політики Анголи зумовлюють приплив інвестицій та реалізацію масштабних національних проєктів розвитку інфраструктури, відбудови та модернізації соціальної сфери.
Керівництво Анголи поставило перед собою амбітне завдання щодо розвитку національної економіки. Як першочергові завдання, зокрема, поставлені: розвиток сільського господарства шляхом реалізації проєктів з іригації земель; рибальства для забезпечення країни власною продукцією; національних енергогенеруючих потужностей та енергомереж. Також значна увага приділяється розбудові телекомунікаційних і будівельних секторів.
Саме ці тенденції сприяли прийняттю українським керівництвом рішення активізувати весь комплекс двосторонніх відносин з Анголою і, в першу чергу, їх торговельно-економічну складову.
Зокрема, в ході візиту Надзвичайного і Повноважного Посла України в Португальській Республіці та Республіці Ангола Олександра Никоненка до Анголи 15-18 жовтня 2013 року було проведено низку зустрічей з представниками урядових і ділових кіл, спрямованих на відновлення залучення потенціалу України до реалізації структурних програм розбудови національної економіки. У цьому контексті ангольська сторона підкреслила свою зацікавленість у використанні українських технологій у сферах гідроенергетики, авіабудування, залізничній та суднобудівній галузях в рамках реалізації відповідних державних програм.
Також були обговорені конкретні питання залучення українського обладнання та технологій для реалізації масштабних проєктів в енергетичній і залізничній галузях. Наразі потенційні партнери вивчають наданий їм перелік окремих видів продукції вітчизняного машинобудування, які можуть бути використані у згаданих проєктах в Анголі.
Про значний потенціал розвитку економічної співпраці з Анголою свідчать і результати візиту до Луанди делегації керівників українських підприємств (Hetton Assets Lp, ПрАТ «Южмормонтаж», Концерн «СоюзЕнерго», ТОВ «Крансервіс», ТОВ «АгроПРОДекспорт»), який відбувся 12 листопада – 7 грудня 2013 р.  Проведені в ході візиту зустрічі з Міністром енергетики та водних ресурсів Ж.Б.Боргешем, секретарем Міністерства транспорту Х.Ж.Кувінгою, секретарем МЗС М.Д.Аугушту продемонстрували зацікавленість ангольської сторони до співпраці: у розвитку національного енергокомплексу, в тому числі з залученням відповідних українських фахівців; відновленні й розширенні меліоративних систем; розвитку транспортної та портової інфраструктур.
Позитивним моментом також можна вважати те, що протягом попереднього року в структурі українсько-ангольської двосторонньої торгівлі з’явилися товари з продуктової групи та товари з високим рівнем переробки, зокрема м’ясо та їстівні субпродукти, продукція борошномельно-круп’яної і молочної промисловості тощо.
Крім того, з урахуванням розвитку масштабного будівництва в Анголі, протягом останнього часу зросли українські поставки до цієї країни продукції чорної металургії.
Отже, між Україною та Анголою існує взаємна зацікавленість у розвитку торговельно-економічної співпраці, особливо зараз, коли Ангола потребує нових іноземних партнерів для забезпечення сталого розвитку своєї економіки. Це дає непересічний шанс українським товаровиробникам закріпитися на місцевому ринку з найменшими затратами. Додатковим позитивним фактором є те, що українська продукція відома в Анголі та викликає довіру до своєї якості.

## Розширення торгових зв’язків між Україною та Анголою
18.09.2014 відбулася зустріч між представниками міжнародну неурядову організацію Європейської економічної палати (EEIG) та компанії Hetton Assets LP. На порядок денний були винесені питання планування форм участі Палати в проєктах, організованих Hetton Assets LP; також учасники приділили увагу обговоренню векторів майбутнього партнерства. Від EEIG на переговорах була присутня віце-президент організації Вікторія Ліснича, а також Альона Рубельска, що займає пост помічника президента палати, та Іван Бунтов, який очолює департамент міжнародного співробітництва. З боку Hetton Assets LP на зустріч прибули генеральний директор Олександр Іванчук і директор із зовнішньоекономічних зв’язків Наталія Галдеєва.
Говорячи про партнерів, під керівництвом Іванчука компанії вдається налагоджувати співпрацю України з такими країнами, як Нігерія, Ангола, Пакистан, Ірак, Іран, незважаючи на ряд складнощів, супутніх зовнішньоекономічним відносинам з цими державами. Гендиректор створив Бізнес Ради: Україно-Іранську, Україно-Пакистанську тощо. Вони успішно функціонують і донині, а координацією діяльності даних структур займається ТПП України. Зокрема в рамках зустрічі обговорювалася участь Європейської палати в одному з проєктів – «Україна – Республіка Ангола. Перспективні шляхи співпраці». Як географічну довідку зазначимо, що Ангола, перебуваючи на південному заході Африканського континенту, володіє значними запасами природних ресурсів. Серед корисних копалин, виявлених на її території, є алмази, нафта, золото, боксити, фосфорити, гіпс, залізні руди, титан, уран, мідь, марганець.
Палата має намір залучити до участі в проєкті своїх партнерів, при цьому, за словами Іванчука, тільки минулого року відбулося три офіційних візити українських делегацій до Анголи. Ближчим часом відбудеться чергова поїздка до Луанди (столиця держави). В ході візиту делегація збирається відвідати МЗС Анголи, Адміністрацію президента, поліцію, оборонний комплекс і зустрітися з губернаторами цілої низки провінцій країни. Наразі делегація тільки формується, і в Hetton Assets LP запропонували приєднатися до неї Станіславу Григорському, президенту Економічної палати. Крім того, вже відомо, що до Луанди вирушать представники Укроборонекспорту, УСПП і «Терра – фуд». Всі бізнес-партнери Палати та її почесні представники, зацікавлені в налагодженні співпраці з ангольським ринком, теж мають можливість приєднатися до делегації.

## Україна в миротворчій місії ООН в Анголі 1996-1999
Після оголошення незалежності Україна вважає участь у міжнародних миротворчих операціях важливою складовою своєї зовнішньої політики та згідно з відповідними Постановами Верховної Ради України, Кабінету Міністрів України та керуючись статтею 2 Закону України «Про Збройні Сили України», з 3 липня 1992 року бере участь у миротворчій діяльності силами військових підрозділів.
Вперше українські миротворці відбули до Анголи для участі в контрольній миротворчій місії ООН (UNAVEM III) у складі інженерного мостового підрозділу в лютому 1996 року. На той час у цій країні 32 роки тривала громадянська війна між представниками УНІТА (Національний союз за повну незалежність Анголи) та МПЛА (Народний рух за визволення Анголи — Партія праці). Після укладення угоди щодо припинення вогню і виведення з території країни кубинських військ, що брали участь в боях спільно з урядовими збройними силами, 20 грудня 1988 року була створена місія ООН (UNAVEM — United Nations Angola Verification Mission), яка в подальшому була перетворена на UNAVEM_II. У лютому 1995 року місія ООН знову була реформована (UNAVEM_III). Її військовий компонент налічував до 7000 військовослужбовців.
Відповідно до заявки Секретаріату ООН, український миротворчий контингент повинен був перебувати в Анголі протягом одного року з ротацією особового складу через 6 місяців. Проте після чергового реформування місії українські миротворці, які зразково виконали завдання щодо будівництва та наведення мостів, були виведені на три місяці раніше. До миротворчої місії ООН в Анголі від України було направлено 901-шу окрему понтонно_мостову роту у складі 200 військовиків зі 121 одиницею інженерно мостобудівної техніки. Її командиром був призначений полковник Олександр Пінчук. Окрім цього, до підрозділу увійшли 6 офіцерів медиків, серед яких був і підполковник медичної служби Олександр Єрмак. Загалом по країні функціонували близько десяти понтонних мостів українського виробництва, за допомогою яких миротворці бразильського контингенту будували постійні мости, що відразу ставали мішенню у ході протистояння ворогуючих сторін.
На той час тактика ведення бойових дій в Анголі передбачала переважне знищення саме цих споруд, адже вони практично поєднували країну, поділену протистоянням, на дві частини — північну та південну. Північ Анголи належала УНІТА. Південь — МПЛА. Руйнування мостів не дозволяло будь-якій зі сторін конфлікту та миротворчому контингенту місії ООН іншими шляхами, особливо у гірській місцевості, доставляти гуманітарну допомогу нужденним, перевозити зброю тощо. Український підрозділ виходив у грудні 1996 року.
Операції з підтримання миру проводяться, зазвичай, після досягнення домовленостей між сторонами конфлікту з метою недопущення відновлення конфлікту та надання допомоги у розвитку процесу мирного врегулювання, роз'єднання збройних формувань, задіяних у конфлікті, припинення та запобігання ескалації воєнних дій, відновлення законності та правопорядку, забезпечення нормального функціонування державних і громадських установ та 110 організацій.
Досвід участі у такій операції українські контингенти набули, наприклад, у Місії ООН в Анголі (1996–1999 рр.), де здійснювалось надання допомоги у зміцненні миру та поглибленні процесу національного примирення (між військовими формуваннями і бійцями Національного союзу щодо повного звільнення Анголи). Миротворці спостерігали за процесом виконання Угоди про припинення вогню.Вони здійснювали контроль за виведенням, розміщенням і демобілізацією сил УНІТА, а також за переміщенням урядових сил у казарми і формуванням ангольських збройних сил. Паралельно миротворці координували гуманітарну діяльність.